# أكمية أندرسونية
أكمية أندرسونية (الاسم العلمي:Aechmea andersonii) هي نوع من النباتات تتبع جنس الأكمية من الفصيلة البروميلية.